# Rune Skog
David Rune Skog född 25 november 1913 i Bollnäs, död 30 oktober 2009 i Solna, var en svensk sångare (andretenor), och pianist.
Skog var medlem i sångkvintetten The Bobbies 1937–1969.

## Filmografi (urval)
- 1943 - Aktören